# New York Palace
Le New York Palace (en hongrois : New York-palota) est le bâtiment qui abrite l'hôtel Anantara New York Palace Budapest, précédemment New York Palace et de 2006 à 2016 Boscolo Hotel Budapest, ainsi que le café New York (en hongrois : New York kávéház). Il est situé à Budapest sur le Grand Boulevard, dans le quartier Erzsébetváros.
Ce site est desservi par la station Blaha Lujza tér :    4 6.

## Histoire du bâtiment
Le New York Palace est une maison de rapport comme il s'en construisit beaucoup à Budapest au tournant du siècle. En effet, l'absence de bourse favorisa ce type d'investissement à une époque où le taux de construction était particulièrement élevé à Pest.
La New York Life Insurance Company, société d'assurances américaine, charge l'architecte Alajos Hauszmann de construire un bâtiment pour le siège local de la société à Budapest. Hauszmann, avec la collaboration de Flóris Korb et de Kálmán Giergl, conçoit un palais de style éclectique de cinq étages, qui présente un mélange de motifs néo-baroques et Sécession. Construit entre 1891 et 1895, l'immeuble possède un café néo-baroque en rez-de-chaussée qui ouvre ses portes le 23 octobre 1894. À partir de 1900, le café New York devient l'un des hauts lieux de la littérature et de la poésie hongroises, où de nombreux écrivains et artistes ont leurs habitudes. Le premier étage est occupé par les bureaux de la compagnie, les étages suivants sont loués à de riches propriétaires terriens.
Endommagé par la Seconde Guerre mondiale, l'établissement ferme ses portes en 1947. Nationalisé par le régime communiste, il est d'abord remplacé par un magasin d'articles de sports, par une agence de voyages Ibusz, puis en 1954 par le restaurant Hungária qui s'efforce en coulisses, dans les circonstances de l'époque, de redevenir un café littéraire. 
Après l'effondrement du socialisme, le palais est vendu en février 2001 au groupe italien Boscolo pour une somme symbolique. Après rénovation complète du bâtiment (100 millions d'euros), le groupe ouvre un hôtel de luxe comprenant 107 chambres, des thermes luxueux et un restaurant gastronomique. Le café New York, restauré dans son faste ancien, attire aujourd'hui les touristes comme il attirait autrefois les artistes et les écrivains.
À partir de 2016 à 2020, l'hôtel fait partie de la chaîne hôtelière The Dedica Anthology. Depuis en 2020, le portefeuille a été vendu à Covivio et le nouveau gestionnaire NH Hoteles a renommé l'hôtel avec sa marque de luxe, en Anantara New York Palace Budapest.

## Galerie d'images

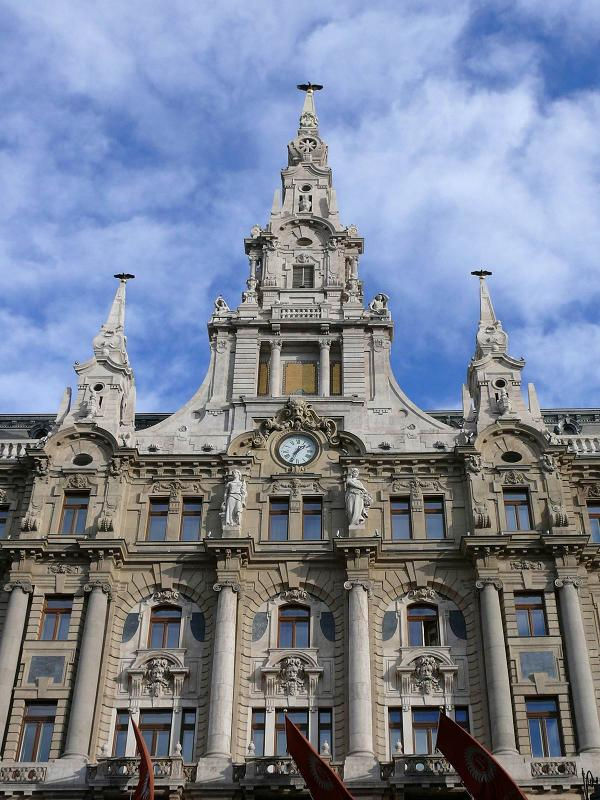
Milieu de la façade principale. Les sculptures sont de Károly Senyei
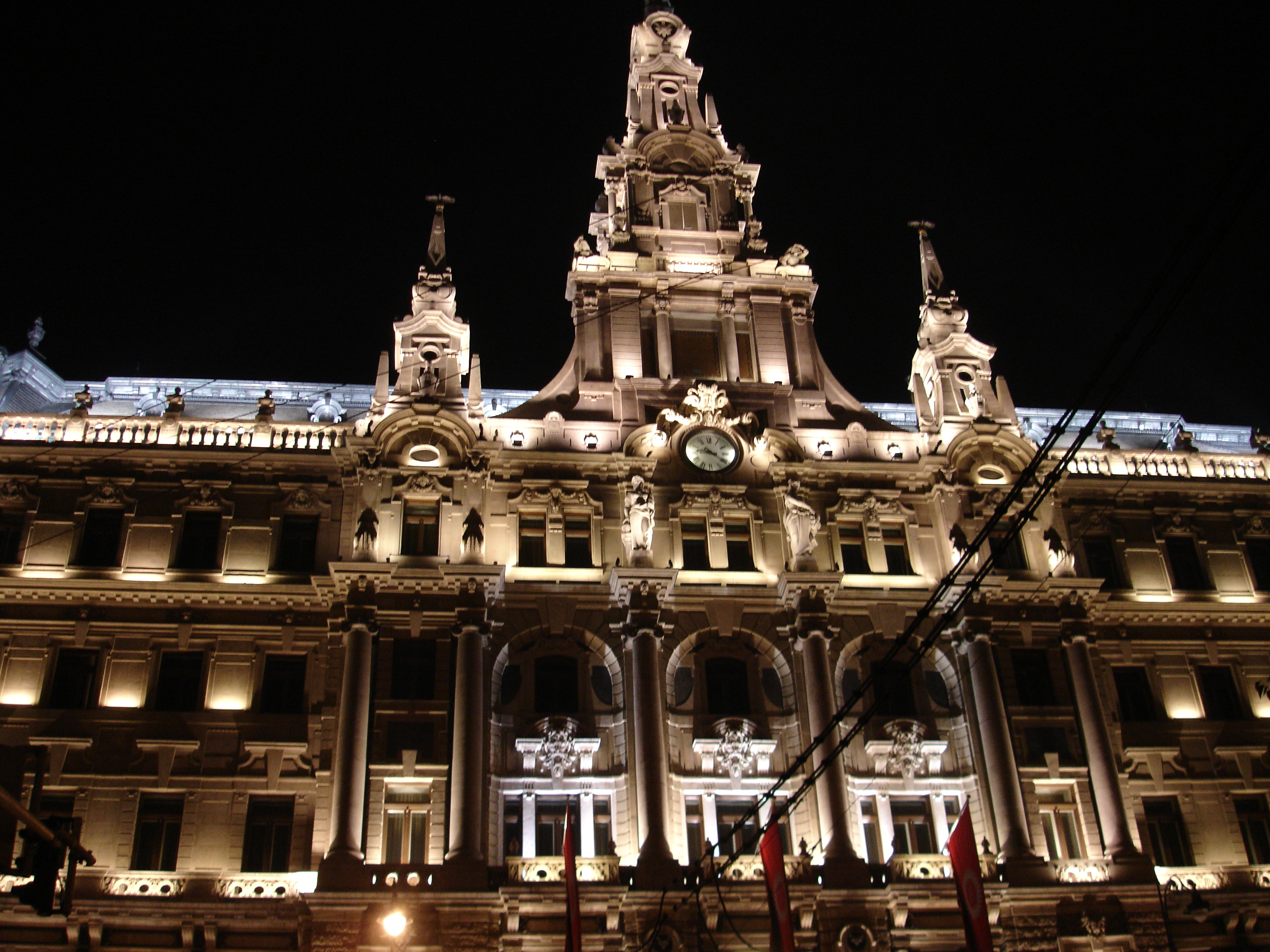
Vue nocturne
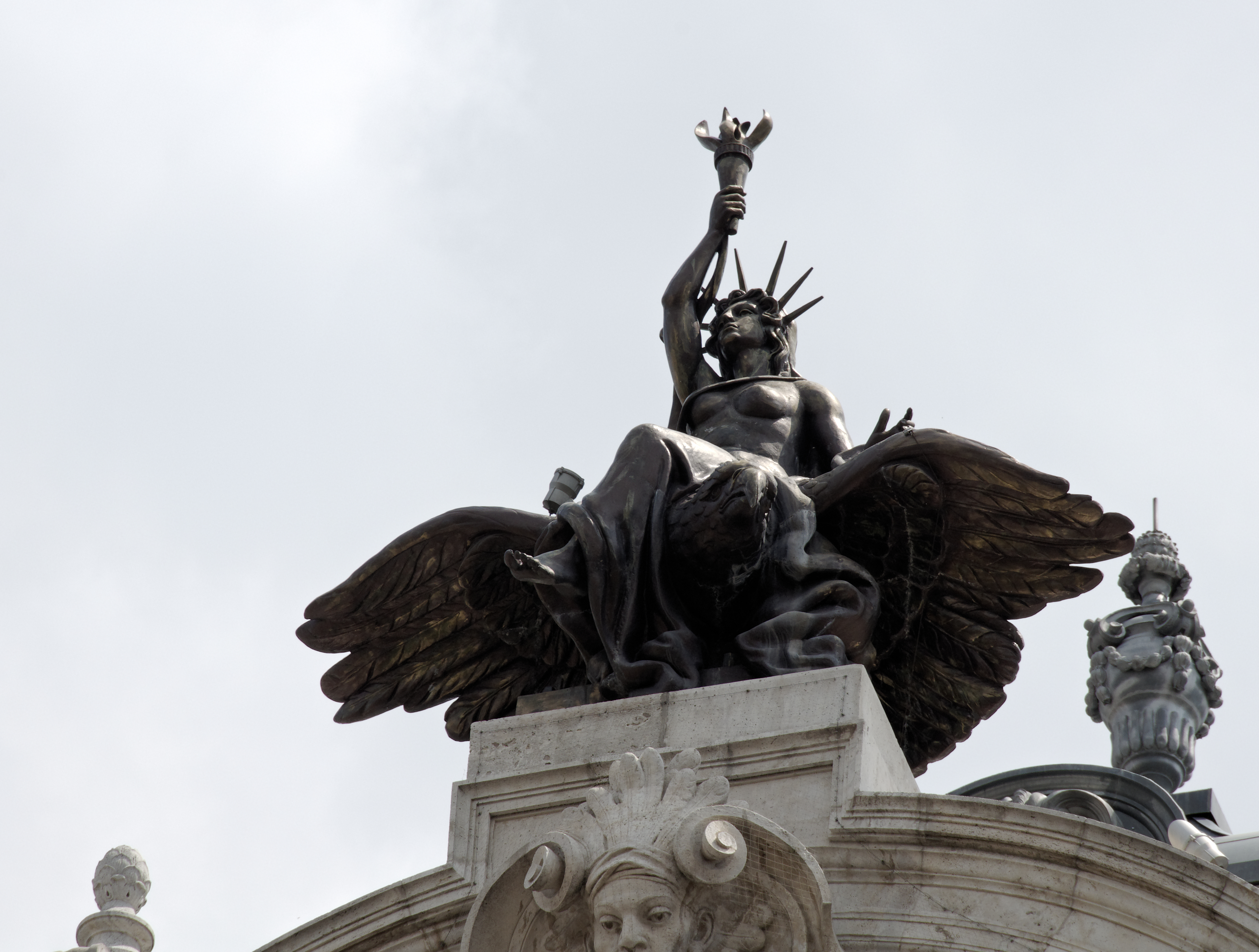
Emblème historique de la New York Life Insurance Company représentant la statue de la Liberté assise sur l'aigle américain
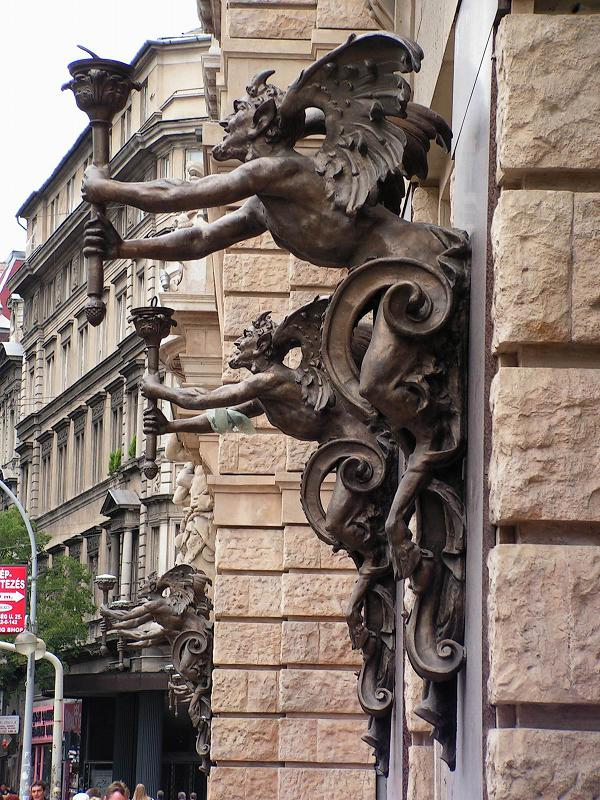
Les porte-lampes « El Asmodáj » symbolisant la vocation intellectuelle du café
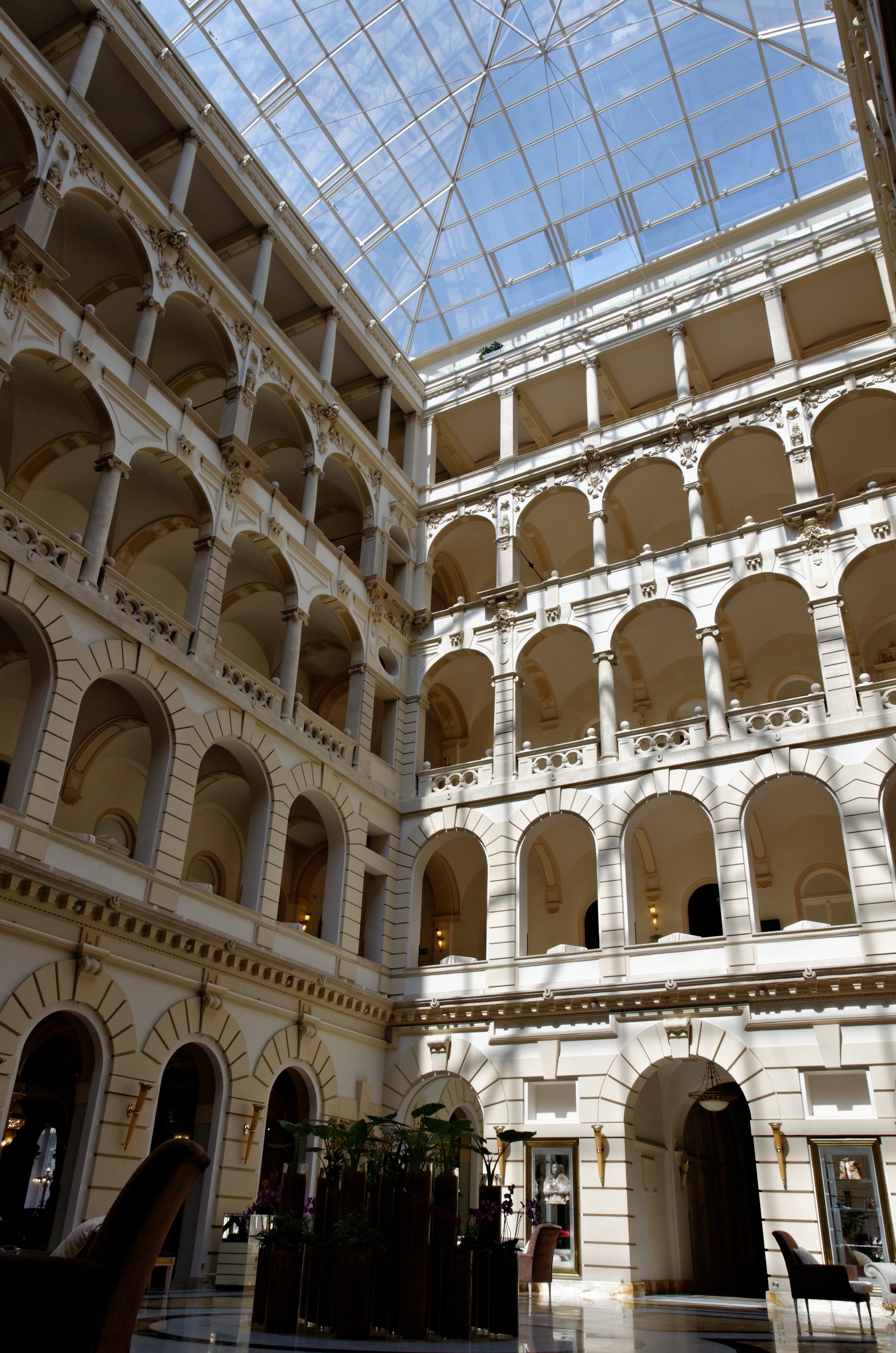
Cour intérieure
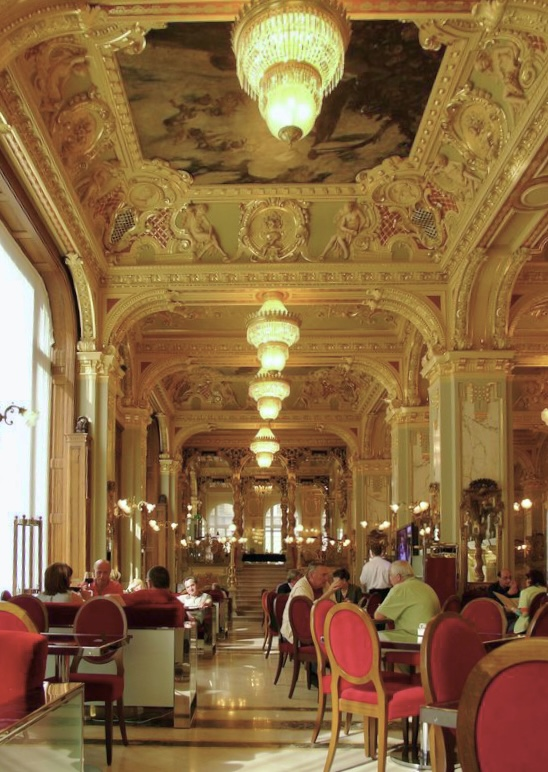
Le café New York
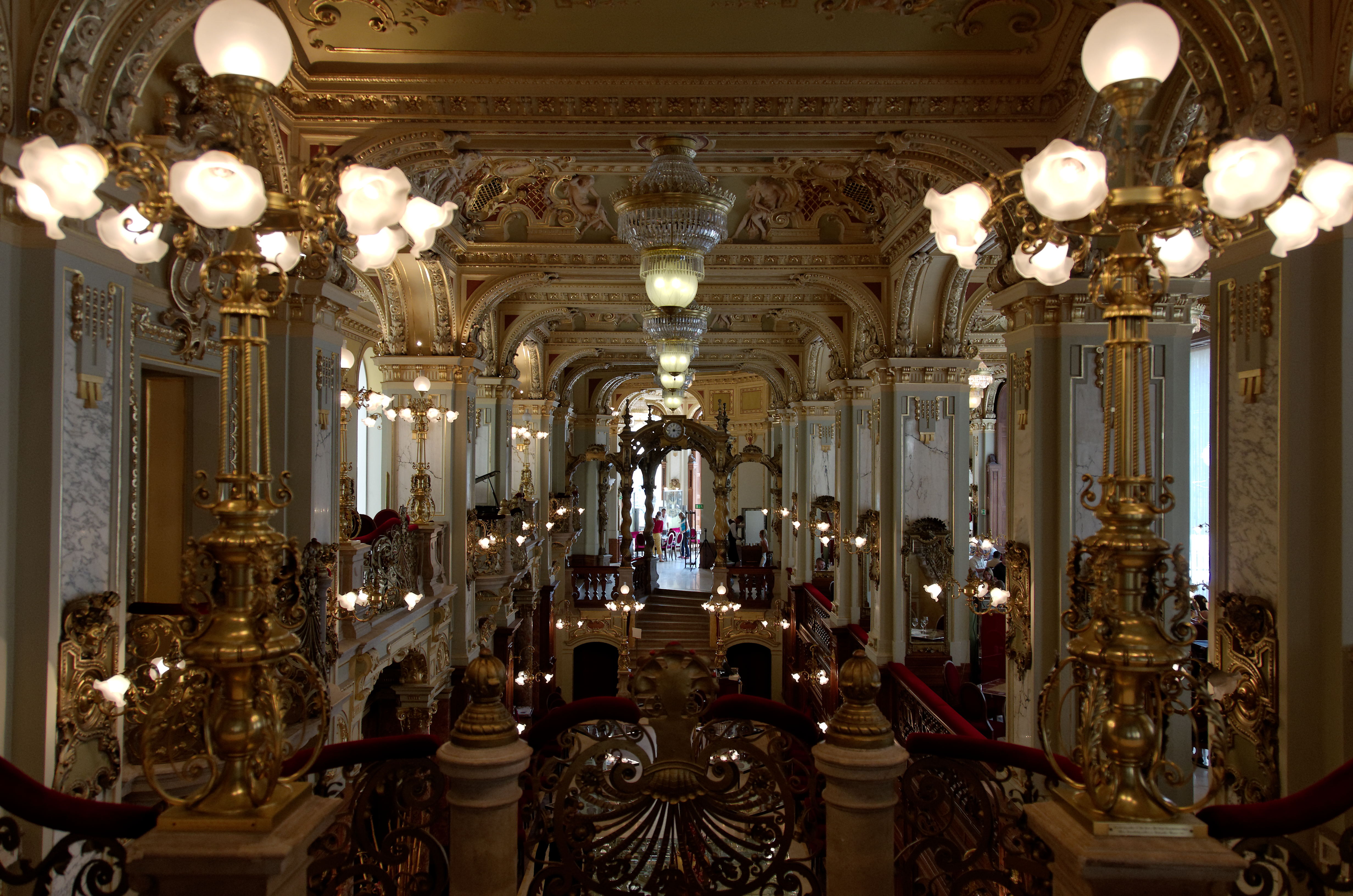
Le café New York
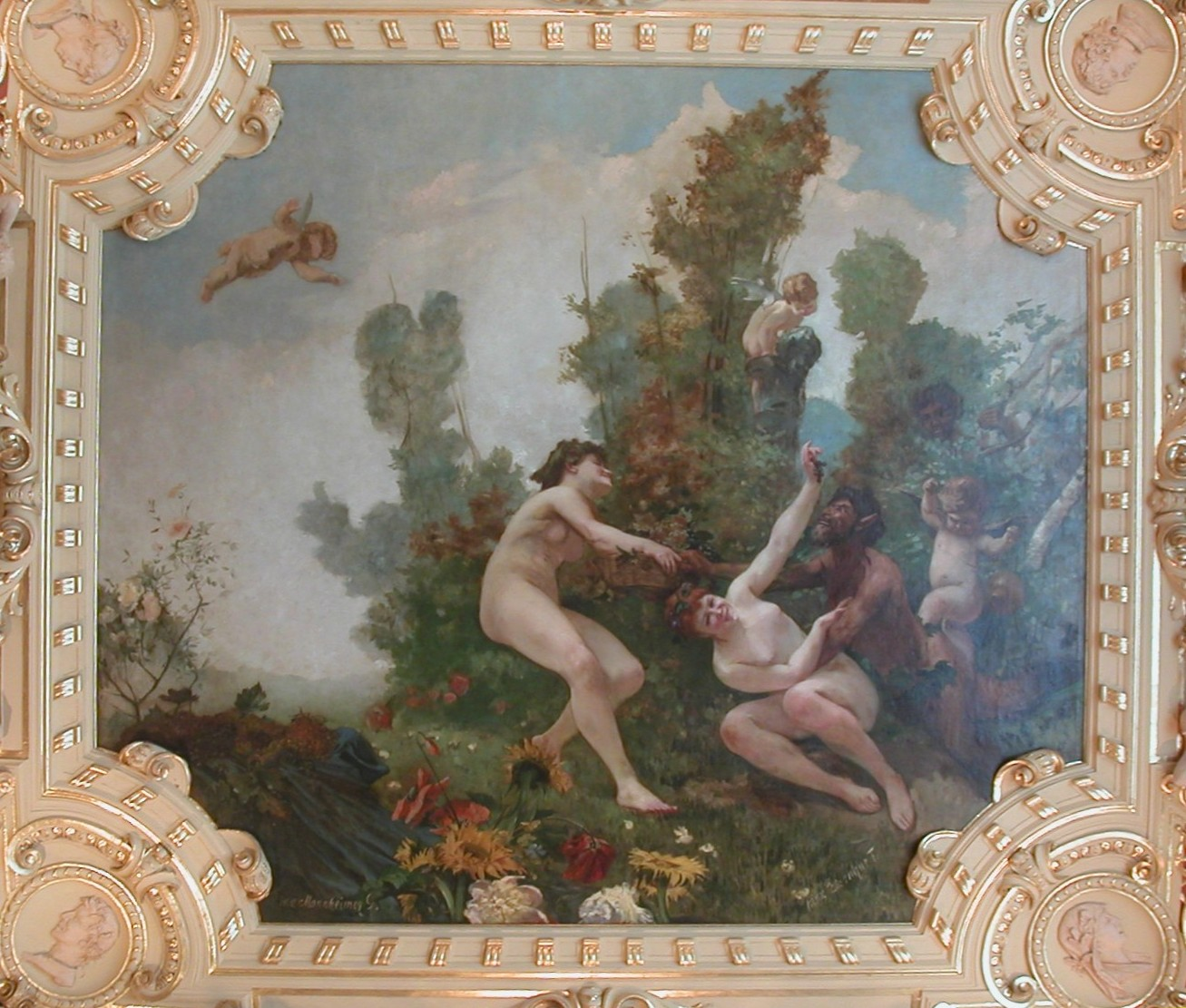
Fresque au plafond du café